# Adam Dudek

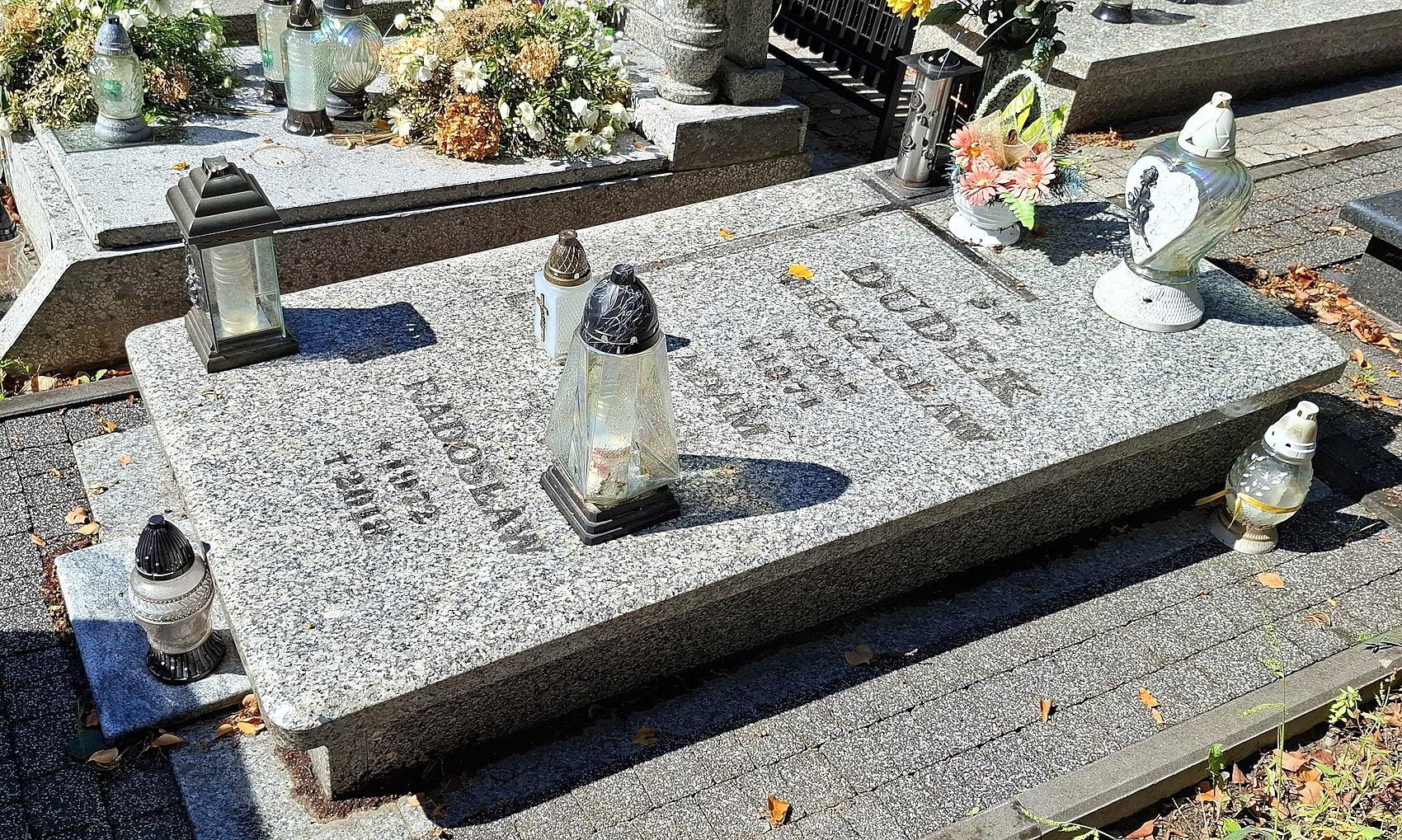
Grób Adama Dudka w Prudniku

Adam Dudek (ur. 24 grudnia 1948 w Brzegu, zm. 2 czerwca 1999 w Prudniku) – polski koszykarz, występujący na pozycji środkowego, po zakończeniu kariery zawodniczej trener koszykarski.

## Życiorys
Był kapitanem Pogoni Prudnik. Jako król strzelców II ligi, po awansie Baildonu Katowice do I ligi został zawodnikiem tego klubu. Po powrocie z Baildonu Katowice grał ponownie w Pogoni Prudnik, w latach 1969–1972. Następne kilka sezonów spędził w Stali Stalowa Wola. Ponownie wrócił do Pogoni Prudnik, natomiast na początku lat 80. XX wieku wyjechał na Węgry, by grać w I-ligowym klubie Szolnoki Olaj.
Po powrocie do Polski zajął się pracą szkoleniową z młodzieżą. W 1985, z okazji 40-lecia istnienia Pogoni Prudnik, Dudek otrzymał odznakę „Zasłużonemu Opolszczyźnie”. W latach 1990–1991 i 1996–1997 trenował drużynę seniorów Pogoni Prudnik. Jego syn Radosław wraz z drużyną Szkoły Podstawowej nr 3 w Prudniku zdobył mistrzostwo Polski szkół podstawowych i był powoływany do reprezentacji Polski kadetów.
Zmarł 2 czerwca 1999 w wieku 50 lat w Prudniku. Został pochowany na cmentarzu komunalnym w Prudniku.